# Spodoptera hipparis
Spodoptera hipparis är en fjärilsart som beskrevs av Druce 1887. Spodoptera hipparis ingår i släktet Spodoptera och familjen nattflyn. Inga underarter finns listade i Catalogue of Life.